# Prometor gracilis
Prometor gracilis är en djurart som tillhör fylumet skedmaskar, och som först beskrevs av Zenkevitch 1957.  Prometor gracilis ingår i släktet Prometor och familjen Bonelliidae. Inga underarter finns listade i Catalogue of Life.